# Linaria haelava
Linaria haelava är en grobladsväxtart som först beskrevs av Peter Forsskål, och fick sitt nu gällande namn av Del.. Linaria haelava ingår i släktet sporrar, och familjen grobladsväxter. Inga underarter finns listade i Catalogue of Life.

## Bildgalleri

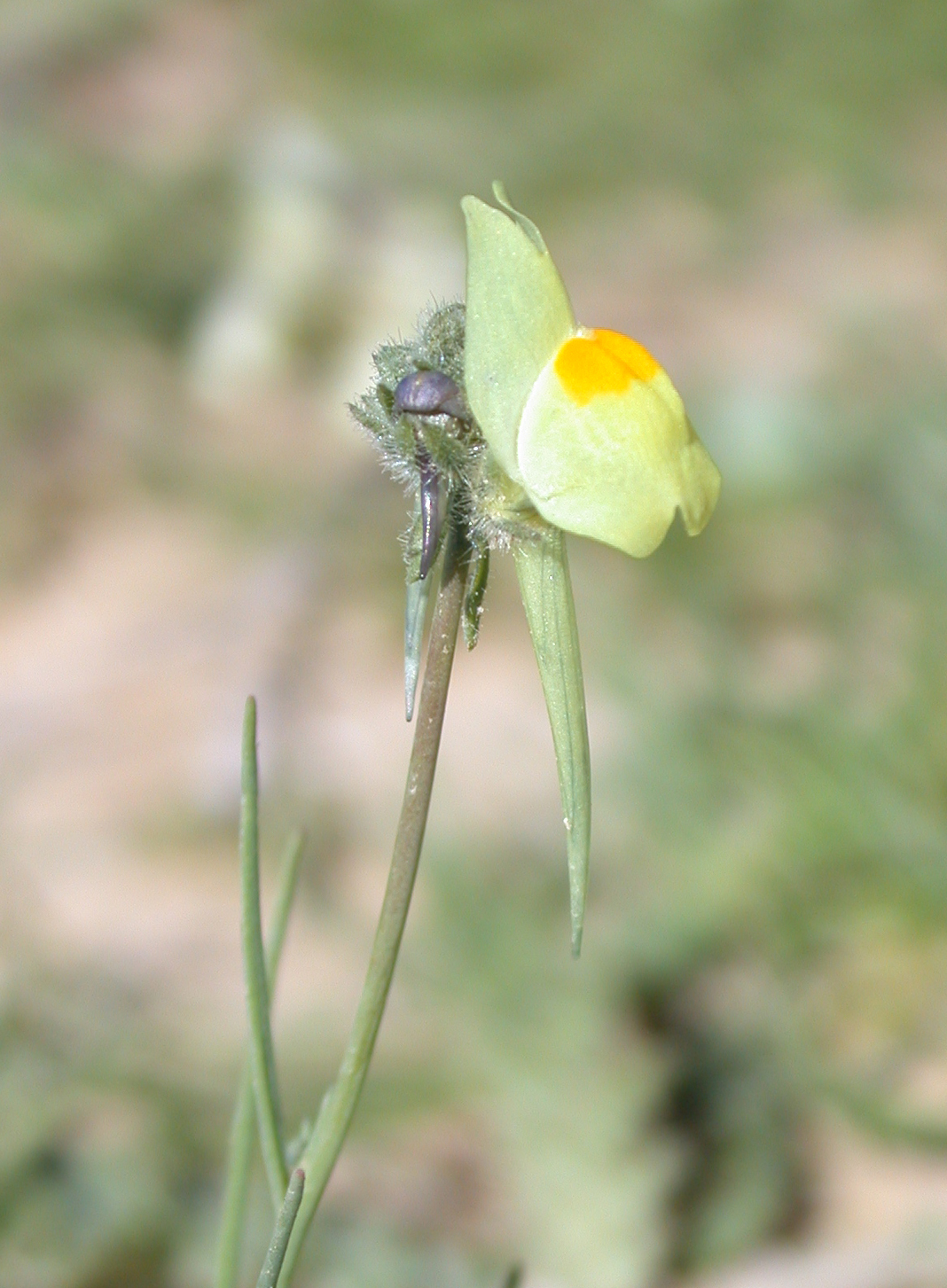
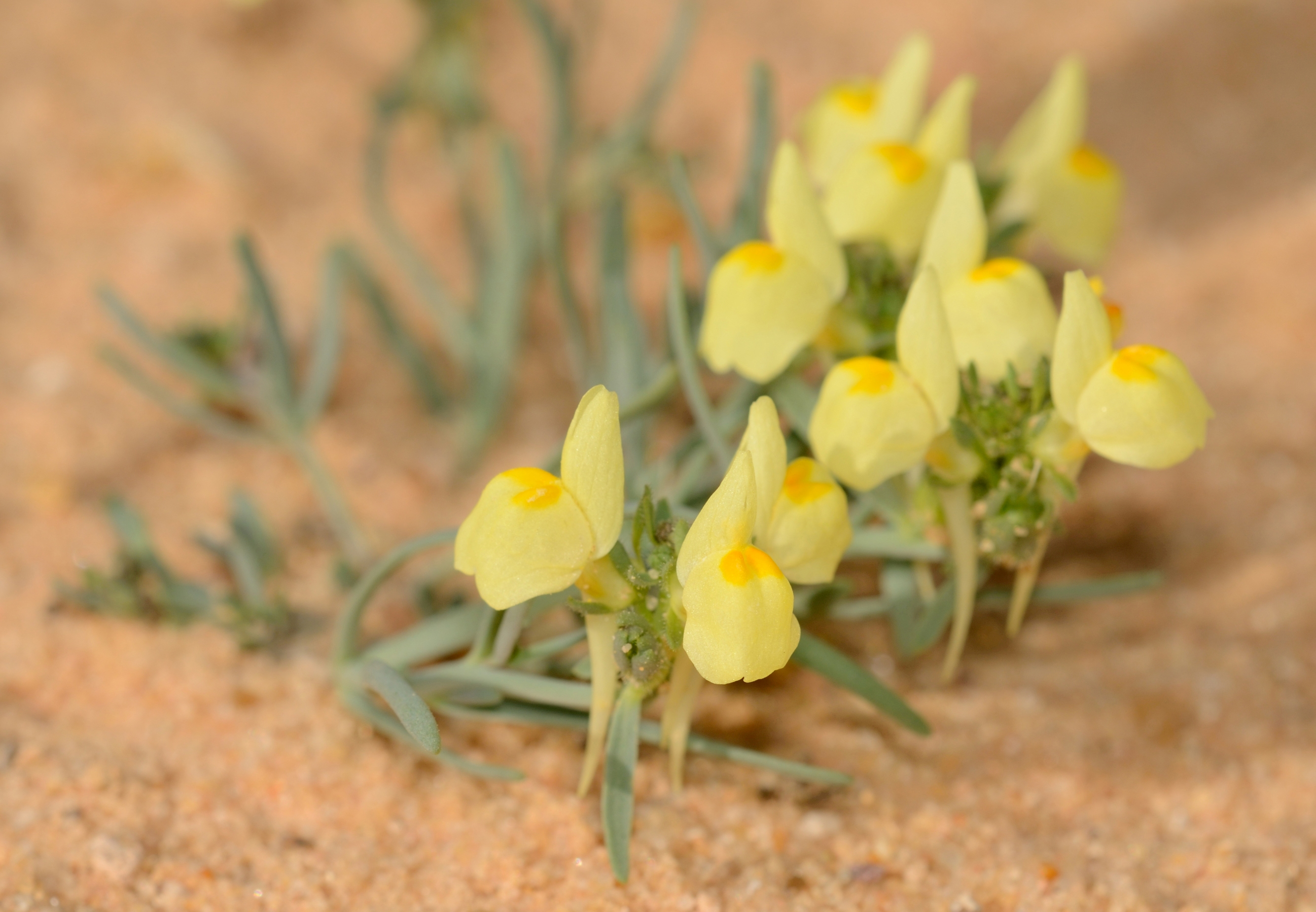